# Festiwal Chóralny Legnica Cantat
Festiwal Chóralny Legnica Cantat – impreza muzyczna, której główną część stanowi ogólnopolski konkurs chórów. Festiwal odbywa się co roku w maju w Legnicy, jego organizatorem jest Legnickie Centrum Kultury im. Henryka Karlińskiego. Towarzyszą mu seminaria, warsztaty, wystawy, pozakonkursowe występy chórów, a także cykl oryginalnych koncertów, podczas których muzyka chóralna współbrzmi z rozrywkową, a gwiazdy polskich i światowych scen śpiewają swój repertuar a capella (wyłącznie z towarzyszeniem chórów).
Łacińskie Legnica Cantat znaczy Legnica śpiewająca. Festiwal odbywa się w zabytkowych przestrzeniach miasta (m.in. Akademia Rycerska, ewangelicki kościół Marii Panny i inne), na ulicach, w autobusach, a także w sąsiednich miejscowościach. Publiczność ma okazję usłyszeć utwory kompozytorów polskich i zagranicznych reprezentujące wszystkie epoki, style i gatunki wielogłosowej muzyki wokalnej.

## Zasady konkursu
W konkursie mogą brać udział chóry i zespoły wokalne bez podziału na kategorie. Ma on formułę otwartą, nie stawia ograniczeń związanych z rodzajem, liczebnością czy repertuarem. Kwalifikacji dokonuje rada artystyczna na podstawie nadesłanych nagrań audio. Podczas konkursu chóry wykonują zróżnicowany stylistycznie program a capella utworów muzyki dawnej i współczesnej. W repertuarze – zgodnie z regulaminem – musi się pojawić jeden utwór kompozytora polskiego.
Legnica Cantat jest jednym z sześciu najstarszych polskich konkursów chóralnych, w których zwycięstwo nominuje do udziału w Grand Prix Polskiej Chóralistyki im. Stefana Stuligrosza w Poznaniu (będącego turniejem turniejów, rywalizują w nim bowiem zwycięzcy najbardziej cenionych festiwali chóralnych w Polsce).

## Historia imprezy

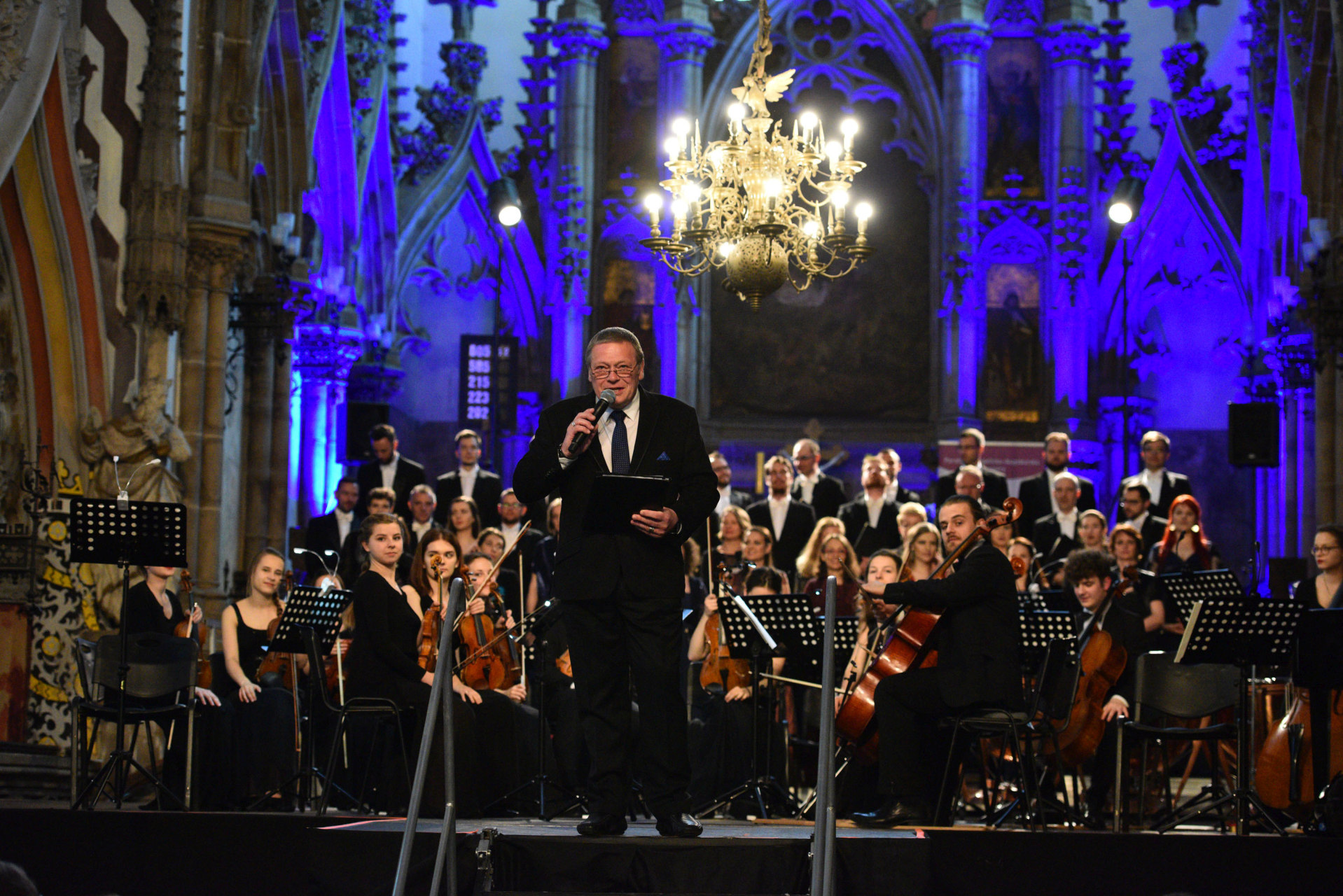
Legnica Cantat 50. Koncert jubileuszowy na 50-lecie konkursu w wykonaniu Chóru Narodowego Forum Muzyki, Kameralnej N-Harmonii. Kościół ewangelicki Marii Panny, 2019.

Pierwszy konkurs odbył się w 1967 r. pod nazwą Dolnośląskie Święto Pieśni. Jego inicjatorem i pierwszym organizatorem był Henryk Karliński, animator kultury, założyciel i dyrygent istniejącego do dziś chóru Madrygał. Ideę wspierały wrocławskie środowiska akademickie, zwłaszcza Stanisław Krukowski, profesor Akademii Muzycznej we Wrocławiu. Oparcie instytucjonalne Karliński znalazł w Legnickim Domu Kultury (tradycje instytucji kontynuuje dziś Legnickie Centrum Kultury). Impreza z niewielkiej regionalnej szybko przerodziła się w ogólnopolską.
Organizatorzy od początku za cel stawiali sobie m.in. rozwijanie zainteresowań muzyką chóralną, doskonalenie poziomu zespołów amatorskich, konfrontację ich dorobku artystycznego i popularyzowanie twórczości chóralnej różnych epok.

## Imprezy towarzyszące
- konkurs kompozytorski – skierowany do kompozytorów bez ograniczenia wieku i narodowości, zadaniem uczestników jest przygotować utwór na chór a capella do tekstu w języku polskim[5];

- seminarium chórmistrzowskie – uczestniczą w nich chórmistrzowie, dyrygenci, muzycy i muzykolodzy z całej Polski[11];
- koncerty chórów (występowali m.in. Kameralny Zespół Muzyki Północno-Wschodniej i Popołudniowej Pro Forma, Chór Akademicki Politechniki Warszawskiej, Chór Dziewczęcy Skowronki z Poznania, Poznańskie Słowiki, Chór Akademii Morskiej w Szczecinie, Zespół Wokalny Rondo z Wrocławia, The Richard Zieliński Singers)[2];
- cykl koncertów łączących muzykę popularną i rozrywkową, podczas których artyści śpiewają z chórami a capella: Legnica Cantat Superstars 2008 (występowali m.in. Ewa Bem, Małgorzata Ostrowska, Stanisław Soyka); Legnica Cantat Supersongs 2009 (Kayah, Maciej Miecznikowski, Renata Przemyk); Bobby McFerrin 2010; The Age of Sing (Katie Melua, Piotr Cugowski i Kamil Bednarek)[2];
- happeningi, wystawy plastyczne, spacery muzyczne, koncerty plenerowe chórów w Legnicy i sąsiednich miejscowościach, chóralna oprawa mszy w kościołach[12][11];
- warsztaty i animacje muzyczno-plastyczne dla dzieci[11][3].

## Inne wydarzenia Legnica Cantat

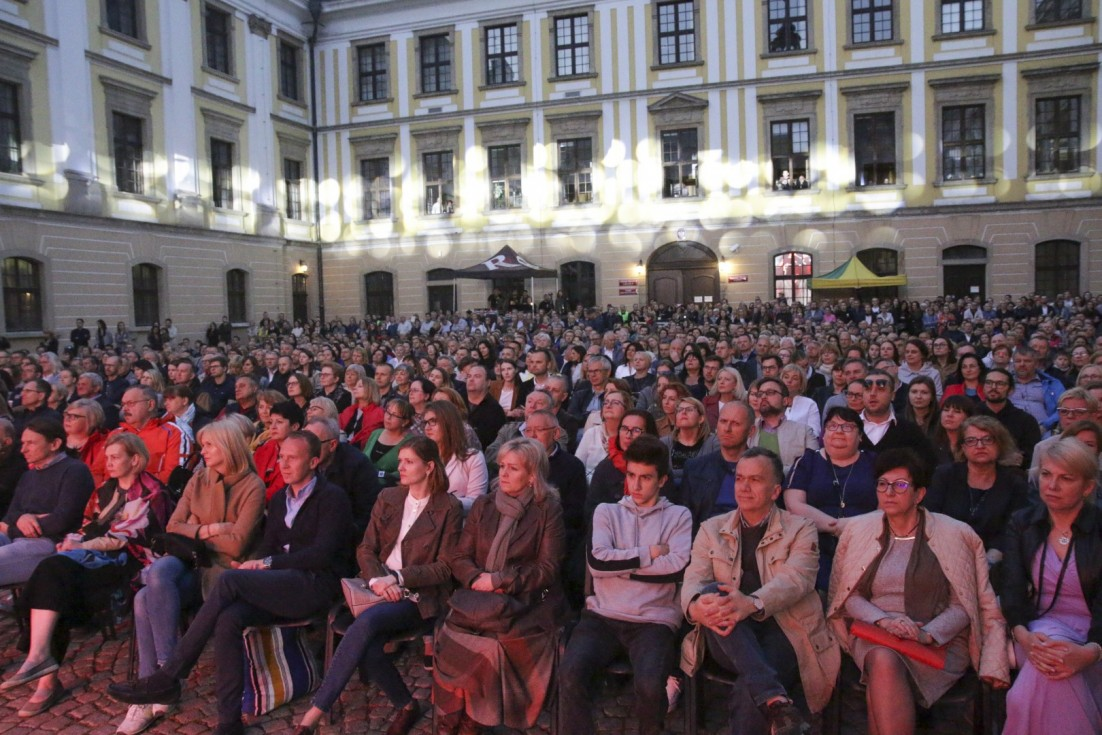
Legnica Cantat 50. Publiczność przed koncertem The Age of Sing w wykonaniu: Katie Melua, Renaty Przemyk, Kamila Bednarka, Piotra Cugowskiego, The Richard Zielinski Singers, Zespołu Muzyki Północno-Wschodniej i Popołudniowej ProForma, Zespołu Wokalnego Rondo, Jakuba „Zgasa” Żmijewskiego. Dziedziniec Akademii Rycerskiej w Legnicy, 2019.

polska premiera światowego hitu – oratorium Voices of Light. The Passion of Joan of Arc (muz. Richard Einhorn, film Carl Dreyer), premiera spektaklu Człowiek na moście w wyk. Teatru im. Heleny Modrzejewskiej w Legnicy (scen. Robert Urbański); prawykonanie Missa Choralis Pawła Łukaszewskiego, utworu napisanego na 50-lecie Legnica Cantat), koncert Liban robi hałas (L.U.C oraz Mika Urbaniak wykonali utwory Jerzego Libana), występy chóru binarnego The Binary Graffiti Club.

## Tradycje Legnica Cantat
- Podczas inauguracji odśpiewywany jest hymn festiwalu. Stanowi go utwór Legnica Cantat skomponowany przez Józefa Świdra[13].
- Uczestniczące w konkursie zespoły – obok oficjalnego jury – ocenia także jury nieoficjalne (złożone ze słuchaczy seminarium chórmistrzowskiego). Obydwa werdykty są konfrontowane podczas dyskusji[12].
- Zwycięski chór jest zapraszany jako gość specjalny na kolejny festiwal, podczas którego wykonuje koncert finałowy, a także prawykonuje utwór, który otrzymał pierwszą nagrodę w konkursie kompozytorskim[12].
- Zgodnie z tradycją Legnica Cantat, chóry składają kwiaty i śpiewają przy grobie Henryka Karlińskiego na cmentarzu komunalnym przy ul. Wrocławskiej w Legnicy[14].

## Wydawnictwa
Twórcami plakatów i grafik zdobiących festiwalowe wydawnictwa byli znani polscy artyści, m.in.: Franciszek Starowieyski, Rafał Olbiński, Stasys Eidrigevičius, Jan Młodożeniec, Ryszard Kaja, Marcin Władyka.

## Nagrody
Grand prix, czyli główne trofeum konkursu, stanowi Lutnia im. Jerzego Libana z Legnicy – żyjącego na przełomie XV i XVI wieku teoretyka muzyki, kompozytora, humanisty. Jest ona nagrodą przechodnią. Chór, który trzykrotnie zdobędzie Lutnię, otrzymuje ją na własność.
W przeszłości każda kolejna Lutnia miała inny wygląd i dodawano jej nowe określenie. Była Lutnia Brązowa, Srebrna, Złota oraz Rubinowa. W 2017 r. władze Legnickiego Centrum Kultury zdecydowały, że nagroda niezmiennie nazywana będzie Lutnią im. Jerzego Libana z Legnicy i stanowić ją będzie replika Lutni wykonanej z brązu w 2017 r. przez Antoniego Grabowskiego, rzeźbiarza i pedagoga Akademii Sztuk Pięknych w Warszawie.
W ramach konkursu przyznawane są także inne nagrody, m.in. za zajęcie pierwszego (Nagroda im. Henryka Karlińskiego), drugiego i trzeciego miejsca.

## Laureaci głównej nagrody[2][12]

### Lutnia im. Jerzego Libana z Legnicy
- 2024 Chór Gdańskiego Uniwersytetu Medycznego im. Tadeusza Tylewskiego, dyr. Błażej Połom[18]
- 2023 Lodz Chamber Choir - Chór Akademii Muzycznej im. Grażyny i Kiejstuta Bacewiczów w Łodzi, dyr. Dawid Ber[19]
- 2022 Zespół Wokalny Rondo z Wrocławia, dyr. Małgorzata Podzielny
(Lutnia im. Jerzego Libana przeszła na własność chóru)
- 2021 Męski Zespół Wokalny I Signori z Wrocławia, dyr. Izabela Polakowska-Rybska
- 2020 Z powodu pandemii festiwal się nie odbył
- 2019 Zespół Wokalny Rondo z Wrocławia, dyr. Małgorzata Podzielny
- 2018 Chór Kameralny Akademii Muzycznej w Poznaniu, dyr. Marek Gandecki
- 2017 Zespół Wokalny Rondo z Wrocławia, dyr. Małgorzata Podzielny

### Rubinowa Lutnia im. Jerzego Libana z Legnicy

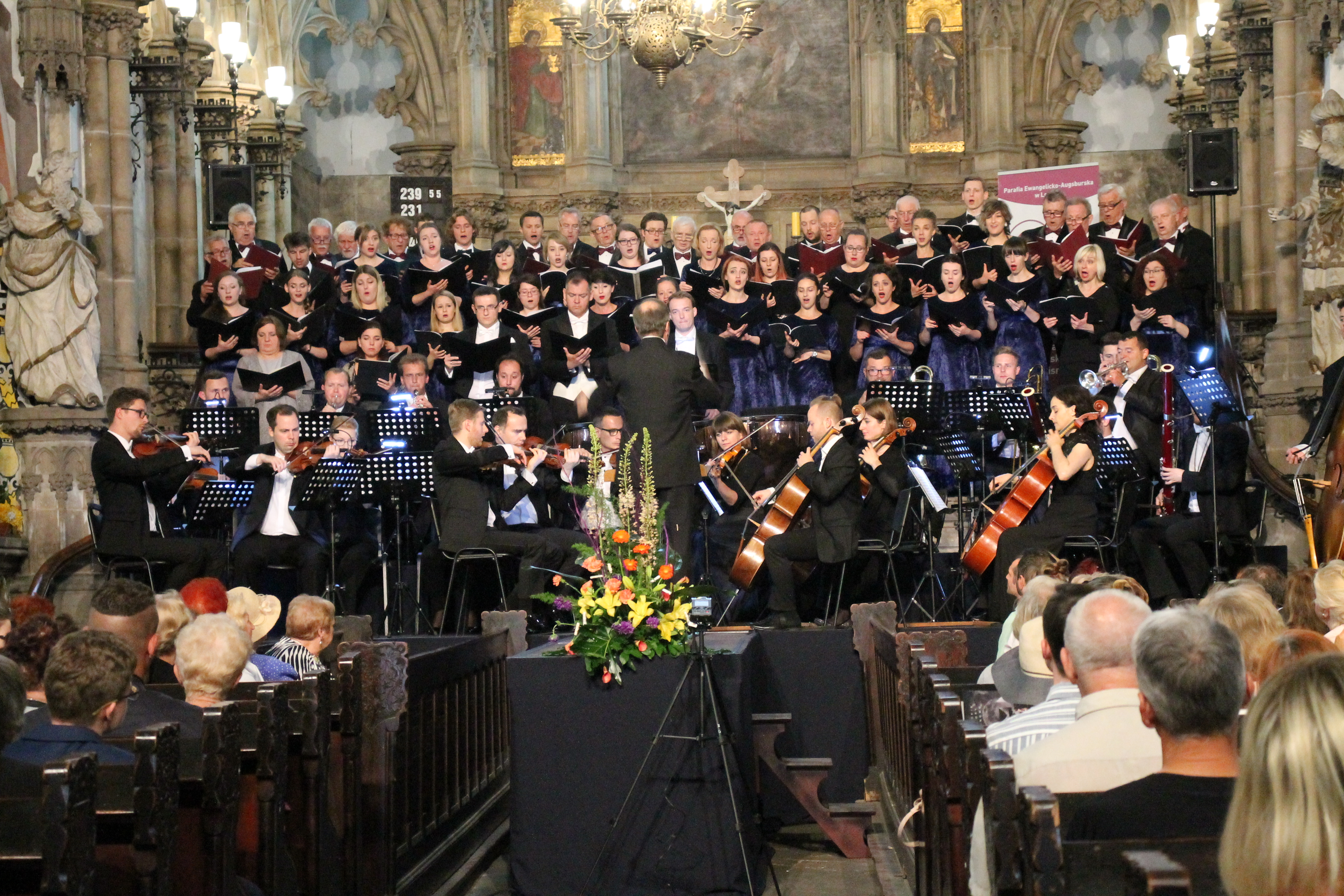
Legnica Cantat 49. Msza Koronacyjna Mozarta. Wykonanie: Orkiestra Filharmonii w Gorzowie Wielkopolskim, Chór Akademii Sztuki w Szczecinie, Chór Męski Słowiki 60 oraz soliści: Barbara Żarnowiecka (sopran), Ewa Filipowicz (alt), Paweł Wolski (tenor), Janusz Lewandowski (bas) pod dyr. Jacka Kraszewskiego. Kościół Marii Panny w Legnicy, rok 2018.

- 2016 Chór Akademicki Politechniki Warszawskiej, dyr. Dariusz Zimnicki
(Rubinowa Lutnia przeszła na własność chóru)
- 2015 Chór Kameralny Akademii Muzycznej w Poznaniu, dyr. Marek Gandecki
- 2014 Chór Akademicki Politechniki Warszawskiej, dyr. Dariusz Zimnicki
- 2013 Chór Dziewczęcy Cantabile w Olsztynie, dyr. Agata Wilińska
- 2012 Chór Akademicki Politechniki Warszawskiej, dyr. Dariusz Zimnicki
- 2011 Chór Akademicki Uniwersytetu Warszawskiego, dyr. Irina Bogdanovich
- 2010 Chór Akademii Medycznej we Wrocławiu, dyr. Agnieszka Franków-Żelazny

### Złota Lutnia im. Jerzego Libana z Legnicy

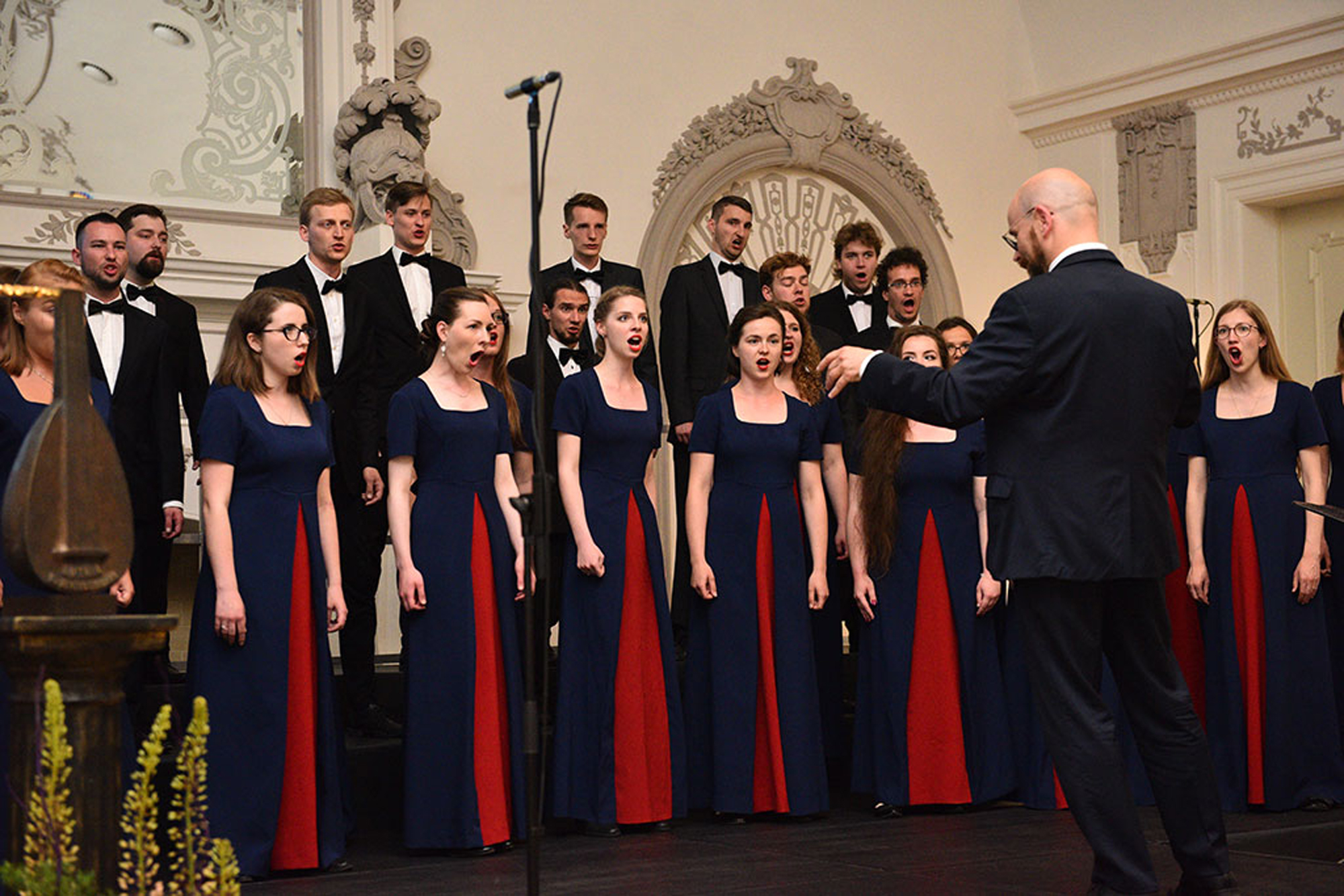
Legnica Cantat 49. Akademicki Chór Politechniki Gdańskiej (dyr. Mariusz Mróz) podczas przesłuchań konkursowych. Akademia Rycerska w Legnicy, rok 2018.

- 2009 Kameralny Zespół Muzyki Północno-Wschodniej i Popołudniowej Proforma w Olsztynie, dyr. Marcin Wawruk
(Złota Lutnia przeszła na własność chóru)
- 2008 Oktet Wokalny Octava w Krakowie, dyr. Zygmunt Magiera
- 2007 Chór Dziewczęcy Skowronki Centrum Kultury Zamek w Poznaniu, dyr. Alicja Szeluga
- 2006 Chór Kameralny Akademii Muzycznej w Bydgoszczy, dyr. Janusz Stanecki, Monika Wilkiewicz
- 2005 Chór Kameralny Astrolabium Wyższej Szkoły Bankowej w Toruniu, dyr. Kinga Litowska
- 2004 Chór Kameralny Akademii Medycznej we Wrocławiu, dyr. Agnieszka Franków-Żelazny
- 2003 Chór Kameralny Musica Viva Akademii Ekonomicznej w Poznaniu, dyr. Marek Gandecki
- 2002 Zespół Wokalny Pro Forma Muzeum Warmii i Mazur w Olsztynie, dyr. Marcin Wawruk
- 2001 Zespół Wokalny Pro Forma Muzeum Warmii i Mazur w Olsztynie, dyr. Marcin Wawruk
- 2000 Bielski Chór Kameralny Bielskiego Centrum Kultury w Bielsku-Białej, dyr. Beata Borowska
- 1999 Chór Chłopięcy Pueri Cantores Sancti Nicolai w Bochni, dyr. ks. Stanisław Adamczyk
- 1998 Chór Kameralny Uniwersytetu im. A. Mickiewicza w Poznaniu, dyr. Krzysztof Szydzisz

### Srebrna Lutnia im. Jerzego Libana z Legnicy
- 1997 Olsztyński Chór Kameralny Collegium Musicum, dyr. Janusz Wiliński
(Srebrna Lutnia przeszła na własność chóru)
- 1996 Chór Kameralny Uniwersytetu im. A. Mickiewicza w Poznaniu, dyr. Krzysztof Szydzisz
- 1995 Chór Mieszany Liceum Ogólnokształcącego w Głubczycach, dyr. Tadeusz Eckert
- 1994 Chór Kameralny Cantica Cantamus w Białymstoku, dyr. Wioletta Bielecka
- 1993 Chór Kameralny Collegium Musicum MDK w Olsztynie, dyr. Janusz Wiliński
- 1992 Chór Kameralny Collegium Musicum MDK w Olsztynie, dyr. Janusz Wiliński
- 1991 Chór Młodzieżowy Ave Sol Bielskiego Centrum Kultury w Bielsku-Białej, dyr. Leszek Pollak
- 1990 Chór Akademicki im. prof. W. Wawrzyczka Akademii Rolniczo-Technicznej w Olsztynie, dyr. Benedykt Błoński
- 1989 Chór Akademicki im. prof. W. Wawrzyczka Akademii Rolniczo-Technicznej w Olsztynie, dyr. Benedykt Błoński
- 1987 Akademicki Chór Kameralny Collegium Posnaniense w Poznaniu, dyr. Barbara Nowak

### Brązowa Lutnia im. Jerzego Libana z Legnicy
- 1986 Chór Politechniki Szczecińskiej, dyr. Jan Szyrocki
(Brązowa Lutnia przeszła na własność chóru)
- 1985 Chór Akademicki Organum w Krakowie, dyr. Bogusław Grzybek
- 1984 Zespół Madrygalistów w Czechowicach-Dziedzicach, dyr. Anna Szostak-Myrczek
- 1983 Częstochowski Chór Kameralny, dyr. Krzysztof Pośpiech
- 1981 Chór Rezonans Con Tutti IV LO i Ogniska Pracy Pozaszkolnej nr 2 w Zabrzu, dyr. Norbert Kroczek
- 1980 Chór Akademicki Wyższej Szkoły Pedagogicznej w Zielonej Górze, dyr. Irena Marciniak
- 1979 Akademicki Chór Organum przy Klubie Inteligencji Katolickiej w Krakowie, dyr. Bogusław Grzybek
- 1978 Chór Kameralny Lubuskiego Towarzystwa Muzycznego w Zielonej Górze, dyr. Stanisław Malawko
- 1977 Chór Męski Politechniki Poznańskiej, dyr. Janusz Dzięcioł
- 1976 Chór Akademicki Uniwersytetu im A. Mickiewicza w Poznaniu, dyr. Stanisław Kulczyński
- 1975 Chór Madrygał Legnickiego Domu Kultury, dyr. Henryk Karliński
- 1974 Chór Akademicki Politechniki Szczecińskiej, dyr. Jan Szyrocki
- 1973 Chór Akademii Medycznej w Gdańsku, dyr. Ireneusz Łukaszewski
- 1972 Chór Akademicki Politechniki Szczecińskiej, dyr. Jan Szyrocki
- 1970 Chór Męski Politechniki Poznańskiej, dyr. Janusz Dzięcioł
- 1969 Chór Akademicki Uniwersytetu Warszawskiego, dyr. Maciej Jaśkiewicz
- 1968 Chór Związku Zawodowego Kolejarzy przy DOKP w Katowicach, dyr. Krystyna Świder
- 1967 Chór Studencki Uniwersytetu Wrocławskiego, dyr. Mieczysław Matuszczak.